# Proverbes de go
Un grand nombre de préceptes du go sont présentés traditionnellement sous forme de proverbes.
Les proverbes du go décrivent de bonnes pratiques, utiles pour être mis sur la voie du bon coup. Mais ils ne constituent en aucun cas des règles absolues (à part quelques-uns liés aux problèmes de vie et de mort), et les suivre aveuglément, sans tenir compte de la situation, peut parfois mener rapidement à la défaite.
Il existe parallèlement des proverbes ou des citations traitant du go lui-même.

## Proverbes sur le go
Certains ne sont pas des proverbes à proprement parler mais plutôt des citations de joueurs connus.
- « Le monde est un jeu de go dont les règles ont été inutilement compliquées » (proverbe chinois).
- « Les règles du go sont si élégantes, organiques et rigoureusement logiques que s'il existe quelque part dans l'univers une forme de vie intelligente, elle doit certainement y jouer » (Emanuel Lasker, champion du monde d'échecs).
- « Si le monde était un jeu de go, je pourrais vivre par ko »
- « Un coup n'est jamais bon ou mauvais c'est la façon dont on se sert de sa pierre qui est bonne ou mauvaise »
- « Une pierre ne ressent rien mais elle pleure lorsqu'on sabote son travail » (Sakata et le travail des pierres)
- « Un joueur qui sait compter jusqu'à deux en toute circonstance est du niveau dan » (Pierre Aroutcheff)

## Proverbes sur la stratégie

### Proverbes sur le fuseki
- « Jouer les coups urgents avant les gros coups »
- « Le coin est en or, le bord en argent, le centre est un jardin public » (proverbe chinois).
- « Il n'y a pas de points au centre »

### Proverbes sur le chuban
- « Les murs ont peut-être des oreilles, mais ils n'ont pas toujours des yeux »
- « On ne fait pas de territoires avec ses murs, on pousse les groupes faibles de l'adversaire dessus »
- « Le go est un jeu d'échange : on fait des territoires, on fait des échanges »
- « On réduit un moyo par un coup à l'épaule. »

### Proverbes sur le yose
- « La glissade du singe rapporte 9 points »

### Proverbes tactiques
- « Avant de dire qu'un coup est mauvais, vérifiez qu'un 9 dan ne l'a pas joué »
- « Séparer les groupes faibles de l'adversaire »
- « Ne jamais se laisser encercler »
- « Ne jamais jouer au contact des pierres faibles de l'adversaire »
- « Pousser sans hésiter sur la 4° ligne »
- « Ne pas se laisser pousser sur la 2° ligne »
- « Un bon coup pour mon adversaire est un aussi un bon coup pour moi »
- « Quatrième ligne, ligne de la victoire ; deuxième ligne, ligne de la défaite »
- « Dans une course aux libertés, jouer les libertés extérieures avant les libertés mutuelles »
- « Dans une course aux libertés où figure un ko, prendre ce ko en dernier »
- « Œil-pas d’œil » (me ari me nashi) : dans une course aux libertés, avoir un œil est un gros avantage.

## Proverbes sur la forme
La notion de forme est essentielle au go. Au Japon, chaque forme a un nom et les jeunes joueurs apprennent à les reconnaître en mémorisant des joseki et des parties de joueurs professionnels. Les proverbes aident les joueurs à se rappeler certaines règles sur les formes.
- « Répondre au tsuke par un hane. » (ツケにはハネよ, tsukeniha haneyo)
- « Répondre au boshi par un keima. »
- « Répondre au keima par un kosumi. »
- « L'atari est un mauvais coup. »
- « L'angle vide est une mauvaise forme. » (空き三角は愚形の見本, akisankaku ha gukei no mihon)
- « On chasse avec un keima, on sort avec un Tobi »
- « Un tobi n'est jamais mauvais. »
- « On ne coupe pas les tobis »
- « Le hane apporte la mort. »　(死はハネにあり, shiha haneni ari)
- « Un ponnuki vaut 30 points. » (ポンヌキ30目, ponnuki sanju moku)
- « Un dos de tortue vaut 60 points. » (亀の甲60目, kamenoko rokuju moku)
- « Lorsqu'on menace de te couper un tobi, connecte et réfléchis ensuite.»
- « Seuls les idiots ne répondent pas aux nozokis.»　(ノゾキに継がぬ馬鹿はなし, nozokini tsuganu bakaha nashi)
- « Ne jouez pas au go sans comprendre les Shichōs » (シチョウ知らずに碁を打つな, Shichō shirazuni gowo utsuna)
- « Quand on peut faire atari des deux côtés mieux vaut s'abstenir. »[1]
- « Faire hane sans hésiter à la tête de deux pierres »

### Proverbes de tsumego
- « Le hane apporte la mort »
- « Le point vital de mon ennemi est mon point vital »
- « Pour tuer ou vivre, on tient compte (dans cet ordre) de l'espace, des points vitaux et des circonstances particulières » (Pierre Aroutcheff)

## Autres proverbes

### Les 4 proverbes de Kiyonari sur la double coupe
- Double coupe : extension !
- On étend la pierre faible.
- N'aide pas ton adversaire à prendre une bonne forme.
- Capture si tu peux.

### LesDix préceptes du Gode Wang Chi Shin
1. La gourmandise n'apporte pas la victoire.
2. Pénétrer la sphère gentiment et facilement.
3. Si vous attaquez votre adversaire, surveillez vos arrières.
4. Abandonnez le menu fretin ; combattez pour l'initiative.
5. Laissez tomber le petit, accrochez-vous au gros.
6. Si vous êtes en danger, abandonnez quelque chose.
7. Soyez prudent, ne vadrouillez pas de ci de là sur tout le goban.
8. Rendre coup pour coup si nécessaire.
9. Si votre adversaire est fort, protégez-vous.
10. Si votre groupe est isolé au centre d'une influence adverse, choisissez la voie pacifique.

## Sources
- The Nihon Ki-in, Handbook of Proverbs, (Volume One) Yutopian Enterprise, 2005